# Schalleria csuzdii
Schalleria csuzdii är en kvalsterart som beskrevs av Sandór Mahunka 2005. Schalleria csuzdii ingår i släktet Schalleria och familjen Microzetidae. Inga underarter finns listade i Catalogue of Life.